# Federação das Indústrias do Estado de Pernambuco
A Federação das Indústrias do Estado de Pernambuco , também conhecida como FIEPE, é a principal entidade de representação das indústrias do estado de Pernambuco. Sedia-se na cidade de Recife.

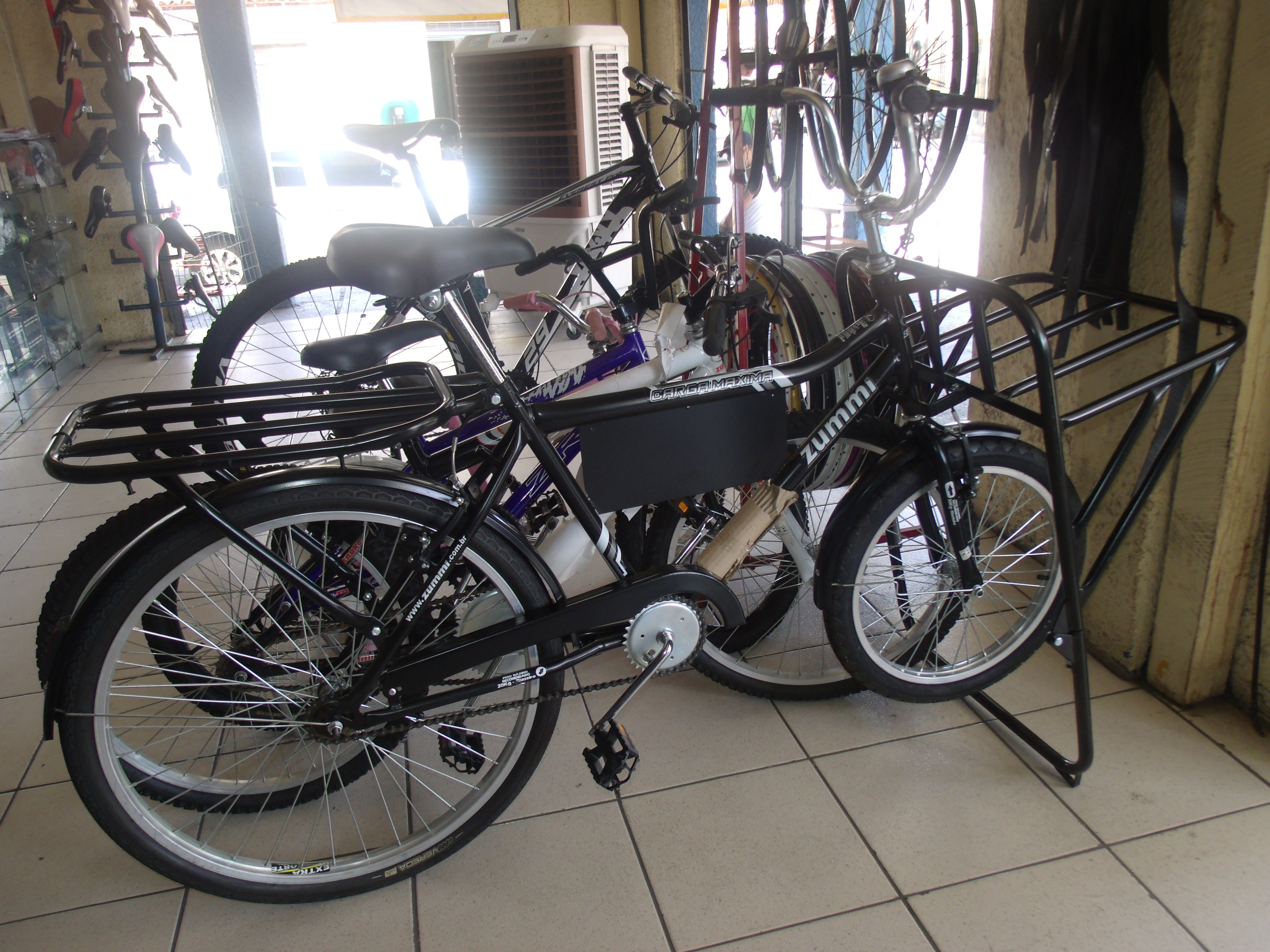
Bicicleta marca Zummi, de indústria pernambucana.

O Sistema FIEPE é composto pelas entidades FIEPE, CIEP, SESI - Serviço Social da Indústria, SENAI - Serviço de Nacional de Aprendizagem Industrial e IEL - Instituto Euvaldo Lodi.
O Centro das Indústrias do Estado de Pernambuco – CIEP, fundado em 1953, é uma entidade vinculada ao Sistema FIEPE. Composto por 38 Sindicatos tem como foco de atuação o desenvolvimento dos empreendimentos do Estado de Pernambuco.
Em 2017, lançou um aplicativo com informações sobre as empresas do estado.